# BN-reaktor

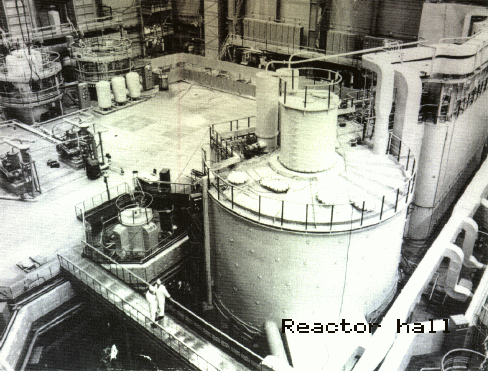
Reaktor Ševčenko BN350 v odsolovacím zařízení na pobřeží Kaspického moře. Vyráběl 135 MW_{e} a zásoboval parou odsolovací zařízení.

Reaktor BN (reaktor na rychlé neutrony, rusky Реактор на быстрых нейтронах) je sodíkem chlazený rychlý množivý jaderný reaktor vyvíjený v Rusku. Skupinu reaktorů BN lze rozdělit na několik typů - BN-350, BN-600, BN-800 a projekty BN-1200, BN-1600 a BN-1800.

## Typy

### BN-350
Vývoj zahájen v roce 1960. Stavba jediného reaktoru byla zahájena o 4 roky později. Hlavním účelem bylo odsolování mořské vody. Produkoval 120 tisíc tun destilované vody denně.

### BN-600
Jedná se o vylepšený typ vyvíjený v 60. a 70. letech. Jediný reaktor tohoto typu se nachází ve Sverdlovské oblasti, kde pracuje od roku 1980. Během provozu mnohokrát došlo k úniku chladicího média, někdy též doprovázené lokálním požárem. Všechny tyto události byly na mezinárodní stupnici jaderných událostí ohodnoceny nejvýše pouze stupněm 1.

### BN-800
Další generace rychlého množivého reaktoru BN. Jediný blok je nyní stavěn jako náhrada BN-600 ve stejné lokalitě. Reaktor by měl sloužit především k získávání dalších zkušeností pro vývoj dalších, již plně komerčních, reaktorů BN-1200. V reaktoru se testuje palivo typu MOX.

### BN-1200
Aktuálně vyvíjený typ reaktoru, jehož výstavba by měla začít v roce 2025 opět ve stejné lokalitě. Pokud se tento typ osvědčí, je následně plánována dostavba dalšího bloku a jeho výstavba také v dalších lokalitách (např. plánovaná Jihouralská elektrárna).

## Seznam reaktorů
|             | Typ reaktoru | Zahájení stavby | Připojení k síti | Stav                                                                                         | Čistý výkon (MW) | Hrubý výkon (MW) |
| ----------- | ------------ | --------------- | ---------------- | -------------------------------------------------------------------------------------------- | ---------------- | ---------------- |
| Aktau       | BN-350       | 1964            | 1973             | uzavřena v roce 1999; roku 1993 omezen výkon; město Ševčenko roku 1992 přejmenováno na Aktau | 135              | 150              |
| Bělojarsk-3 | BN-600       | 1969            | 1980             | v provozu (plánované uzavření v roce 2030)                                                   | 560              | 600              |
| Bělojarsk-4 | BN-800       | 2006            | 2014             | v provozu                                                                                    | 804              | 880              |
| Bělojarsk-5 | BN-1200      | 2025            | 2035             | odloženo                                                                                     | 1130             | 1220             |

| Legenda: | v provozu | uzavřena | ve výstavbě |